# 鯉亞口魚
鯉亞口魚為輻鰭魚綱鯉形目亞口魚科的其中一種，為溫帶淡水魚。

## 分布
本魚分布於北美洲美國密西西比河流域，從蒙大拿州至賓夕法尼亞州、墨西哥灣區，從路易西安那州Calcasieu河至德州、新墨西哥州格蘭德河流域與墨西哥。

## 特徵
本魚體粗壯，成紡錘形，背部略拱，體色為銀色，背部為橄欖綠，腹部白色，魚鰭在幼魚時期為透明、成魚為黃褐色，體被大圓鱗，尾鰭叉型。平均壽命為2至4年，最常可達10年，約2至3歲性成熟，繁殖期在晚春，雌魚可產卵10萬顆，成魚會保護至卵孵化，體長可達64公分，體重可達4.6公斤。

## 生態
為底棲性魚類，主要棲息在水流緩慢、沙泥底質的溪流、水庫，成群活動，屬雜食性，以藻類、小型甲殼類及有機碎屑為食，幼魚時期常被北梭魚、大口黑鱸等天敵捕食，成魚時期最大的天敵為人類。

## 經濟利用
因數量多且體型大，可做為食用魚及游釣魚。

## 扩展阅读
維基物種上的相關：鯉亞口魚